# Antoniazzo Romano
Antoniazzo Romano (ur. ok. 1430, zm. ok. 1510) – włoski artysta, malarz z okresu wczesnego renesansu.
Znane dzieła:
- Stygmatyzacja św. Franciszka z Asyżu (1480 - 1485)[1].
- Madonna z Dzieciątkiem pomiędzy Piotrem i Pawłem oraz 12 sędziów Roty (ok. 1474)[2].